# Postkort fra Ungarn
|  | Denne artikel er oprettet af botten PalnaBot ud fra en ekstern database. Den kan derfor have sproglige fejl eller mangler. Denne skabelon kan fjernes efter kontrol af indholdet. |

Postkort fra Ungarn er en film instrueret af Thomas Krag.

## Handling
En personlig collage om Ungarn som instruktøren oplevede det i sommeren 1973. Den ungarske hverdag modstilles det officielle billede, hvoraf det fremgår, at det ungarske system ikke er socialisme, men en blanding af bureaukrati, sovjetisk imperialisme og vestlig forbrugerisme.